# یوکین ازکیتا
یوکین ازکیتا (انگلیسی: Jokin Ezkieta؛ زادهٔ ۱۷ اوت ۱۹۹۶) بازیکن فوتبال اهل اسپانیا است.
از باشگاه‌هایی که در آن بازی کرده‌است می‌توان به باشگاه فوتبال سابادل، باشگاه فوتبال اتلتیک بیلبائو، باشگاه فوتبال بارسلونا بی، و باشگاه فوتبال اتلتیک بیلبائو بی اشاره کرد.
وی همچنین در تیم ملی فوتبال زیر ۱۹ سال اسپانیا بازی کرده‌است.